# Silberklippe
Silberklippe ist ein Gemeindeteil der Stadt Stadtsteinach im Landkreis Kulmbach (Oberfranken, Bayern). Silberklippe liegt in der Gemarkung Schwand.

## Geografie
Die Einöde liegt am Rande eines Hochplateaus, das westlich ins Zettlitztal abfällt. Ein Anliegerweg führt zu einer Gemeindeverbindungsstraße, die nach Deckenreuth verläuft (0,3 km südöstlich).

## Geschichte
Benannt wurde der Ort nach dem silberhaltigen Erz, das es in dieser Gegend gibt. Eine Förderung lohnte sich jedoch nicht.
Gegen Ende des 18. Jahrhunderts bestand Silberklippe aus einem Anwesen. Das Hochgericht übte das bambergische Centamt Wartenfels aus. Das Kastenamt Stadtsteinach war Grundherr des Gütleins.
Mit dem Gemeindeedikt wurde Silberklippe dem 1808 gebildeten Steuerdistrikt Schwand und der im gleichen Jahr gebildeten Ruralgemeinde Schwand zugewiesen. Der Ort hatte in den amtlichen Ortsverzeichnissen bis 1952 keinen eigenen Eintrag. Am 1. Januar 1974 wurde Silberklippe im Rahmen der Gebietsreform in die Gemeinde Stadtsteinach eingegliedert.

### Einwohnerentwicklung
| Jahr      | 001809 | 001826 | 001961 | 001970 | 001987 |
| Einwohner | 3      | 6      | *      | 7      | 5      |
| Häuser    |        |        | *      |        | 1      |
| Quelle    | [ 10 ] | [ 11 ] | [ 12 ] | [ 13 ] | [ 1 ]  |

## Religion
Silberklippe ist katholisch geprägt und nach St. Bartholomäus (Wartenfels) gepfarrt.